# Caso Daniel Campelo
O Caso Daniel Campelo foi um episódio de violência policial ocorrido no dia 29 de junho de 2021 com o adesivador Daniel Campelo da Silva, que havia 51 anos durante um protesto na cidade de Recife, no Brasil. Daniel teve perda de visão do olho esquerdo após ser atingido por uma bala de borracha enquanto passava próximo a um protesto contra o governo do então presidente Jair Bolsonaro. Daniel não estava participando da manifestação, casualmente estava voltando para casa após comprar itens para seu trabalho.

## A manifestação
As manifestações contra o governo Bolsonaro e pela vacina e para apoiar a CPI que investiga a COVID no dia 29 de junho de 2021 foram marcadas pela internet e estavam acontecendo simultaneamente em todos os estados do Brasil, sendo em suas capitais e/ou em cidades importantes, 210 cidades brasileiras relataram manifestações contra o governo. Houve manifestações contra o governo Bolsonaro em outros 14 países.
A manifestação a onde o caso em questão ocorreu foi na cidade do Recife em Pernambuco, a manifestação transcorria de maneira pacífica até que o batalhão de choque da policia militar de Pernambuco chegou ao local e dispersou os manifestantes de maneira agressiva utilizando granadas de efeito moral, spray de pimenta e balas de borracha.

## O caso

### O incidente
Daniel Campelo da Silva de 51 anos estava procurando por materiais gráficos para seu trabalho, quando resolveu passar pela manifestação até o momento pacifica, os manifestantes não impediram a passagem do mesmo e ele seguia para seu rumo quando o tumulto começou.
Os policiais começaram a atirar de forma irresponsável contra os manifestantes, percebendo a confusão e evitando ser baleado, Daniel levantou seus braços em forma de um sinal universal de rendição. Então os policiais atiraram e atingiram o mesmo, ao levar o tiro, Daniel caiu no chão e lá ficou até que outros manifestantes ajudassem ele a se levantar.
| “                            | Eles poderiam me imobilizar, alguma coisa. Eu estava com o braço levantado. Aí, não teve tempo. Vários disparos. Não sabia de onde vinha. É um impacto muito forte. Desestrutura todo o seu corpo | ” |
| — Daniel Campelo, Fantástico | |   |

### Recusa ao socorro
Durante o socorro á Daniel, manifestantes que voltaram para ajudar o mesmo a se levantar e continuar andando foram atingidos com disparos de balas de borracha, os manifestantes em questão ergueram as mãos para sinalizar novamente que estavam desarmados e não procuravam conflito, porem os policiais continuaram a disparar até que os manifestantes conseguissem levar Daniel á uma área segura, os manifestantes em questão não tiveram ferimentos graves.
Os manifestantes abordaram uma viatura da PM que recusou a socorrer Daniel ao hospital, os mesmos desceram da viatura na qual eles estavam, ouviram os manifestantes porem ignoraram o pedido de ajuda, assim deixando mais complicado o socorro a Daniel tendo em vista o alto tráfego que estava ocorrendo por conta da manifestação. A ajuda da policia militar iria facilitar o transporte de Daniel e uma chegada mais rápida ao hospital.

### Outro lado
A policia militar informou que foi acionada para dispersar os manifestantes pois os mesmos não estavam cumprindo as ordens de distanciamento social emitidas durante um decreto da prefeitura. A policia militar negou imperícia por parte dos policiais e foram abertos inquéritos para investigação dos fatos, ao todo 16 policiais militares foram afastados de suas funções na rua, entre eles 3 oficiais e 13 praças.

## Outros atos de violência

### Lina Cirne
A vereadora Lina Cirne do PT, tendo uma imagem de autoridade no local, foi até os policiais negociar sobre a ação tomada pelo grupamento de choque, porem ao se aproximar para conversar sobre o método utilizado para dispersão dos manifestantes assim tentando pacificamente preservar os manifestantes e os policiais, a vereadora foi atacada com spray de pimenta nos olhos. A vereadora não sofreu ferimentos graves, apenas ficou desnorteada e foi socorrida pelos próprios manifestantes.
Porem o spray de pimenta é uma arma potencialmente letal que deve ser utilizada apenas em últimos casos. O spray de pimenta pode irritar a mucosa da garganta e assim gerar uma inflamação que pode ser fatal, e caso o uso for exagerado nos olhos pode levar a cegueira temporária ou permanente. O risco é duplicado caso a vitima tenha alguma alergia preexistente a pimentas, assim podendo causar um choque anafilático.

### Jonas Correa de França
Jonas Correa de França de 21 anos estava participando da manifestação até o momento pacifica, quando foi atingido por uma bala de borracha no olho direito, no caso de Jonas não fica claro o grau de comprometimento da visão do mesmo, porem após passar por uma avaliação médica, Jonas descobriu que pode perder parte ou completamente a visão do olho direito.

## Uso político das forças de segurança
O uso político da Polícia Militar foi questionado desde o início da ação agressiva da polícia contra os manifestantes, tendo em vista que, mesmo se manifestando, todos os manifestantes estavam pacíficos e utilizavam máscaras, e também procuravam manter uma distância de segurança para evitar contágio por COVID-19. O uso da força policial não foi proporcional quando os manifestantes eram a favor do governo Bolsonaro pois, além de se aglomerarem, grande parte dos manifestantes era contrária ao uso de máscara e não as estava utilizando.
Após investigações, um documento revelou que o principal mandante dos atos violentos na manifestação foi um coronel da policia militar que era apoiador do governo Bolsonaro, assim ficando cada vez mais evidente o uso político das forças de segurança do estado de Pernambuco.